# Culicoides sellersi
Culicoides sellersi är en tvåvingeart som beskrevs av Boorman och Dipeolu 1979. Culicoides sellersi ingår i släktet Culicoides och familjen svidknott.
Artens utbredningsområde är Nigeria. Inga underarter finns listade i Catalogue of Life.